# Taqwā

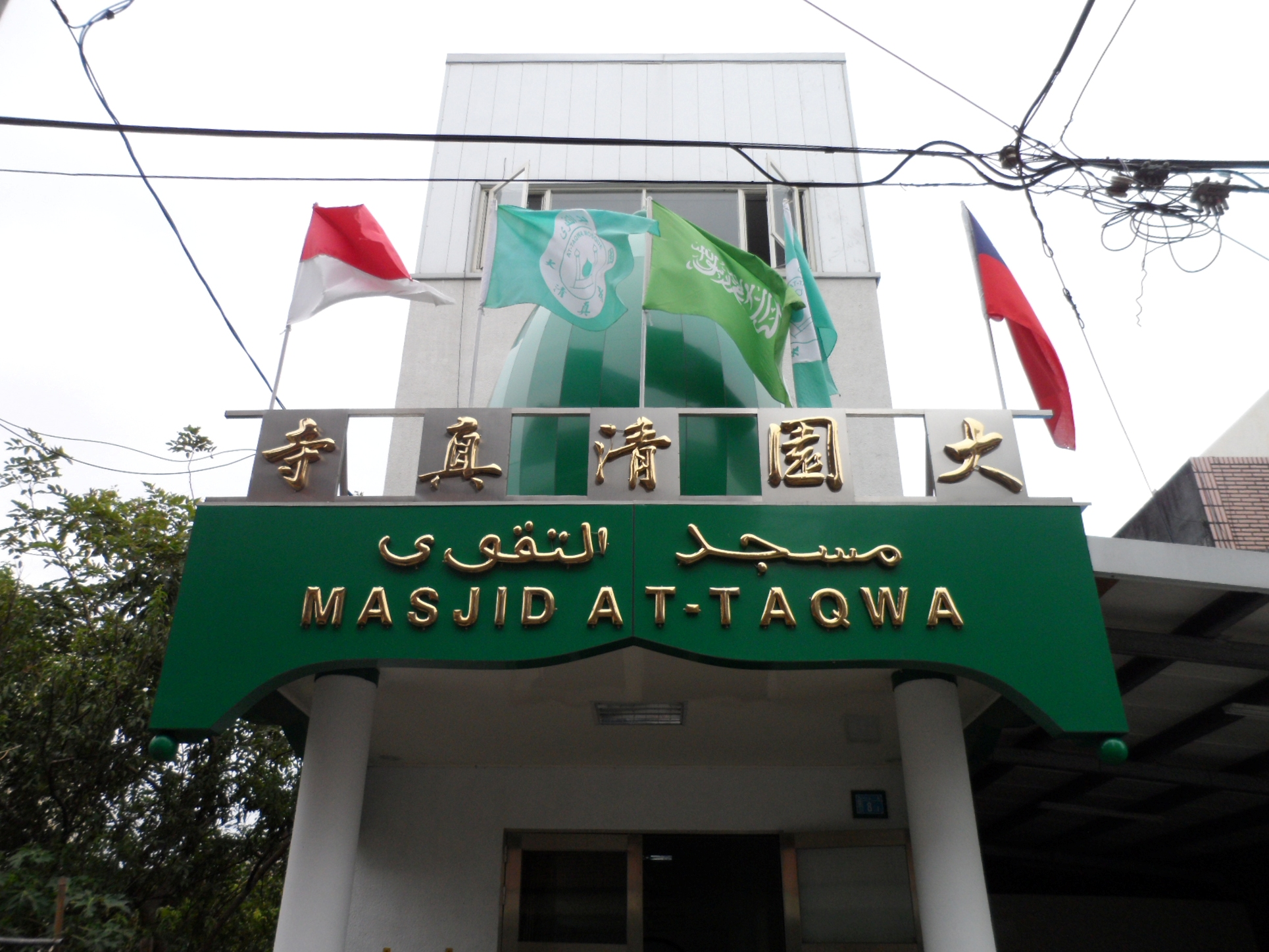
Taqwā-Moschee in Taoyuan (Taiwan), eine der zahlreichen Moscheen weltweit, die nach dem Taqwā-Konzept benannt sind.

Taqwā (arabisch تقوى, DMG Taqwā ‚Gottesfurcht‘) ist ein Begriff aus dem Vokabular des Korans, der ein bestimmtes Frömmigkeitskonzept kennzeichnet und eine wichtige Rolle in der religiösen Kultur des Islams spielt. Inhaltliche Ausarbeitungen hat dieses Konzept vor allem im Bereich der Sufik erfahren. Der Begriff ist eine Sekundärbildung zum VIII. Stamm der Wortwurzel w-q-y, ittaqā „(Gott) fürchten“. Neben dem auf dieselbe Weise gebildeten Adjektiv taqī ("gottesfürchtig"; pl. tuqāt) existiert das im Prinzip gleichbedeutende Partizip muttaqī. Auch der Begriff Taqīya, der in der imamitischen Schia die erlaubte Verheimlichung des eigenen Glaubens bezeichnet, gehört zur gleichen Wortfamilie.

## Vorkommen im Koran
Taqwā ist eines der religiösen Konzepte, die am häufigsten im Koran erwähnt werden. Der Begriff sowie das zugehörige Verb und seine Ableitungen kommen im Koran 285 Mal vor. Auffällig ist hierbei, dass sich der Begriff schon in den frühesten Passagen des Korans findet. So wird zum Beispiel in Sure 92:5-6 die Gottesfurcht neben dem Teilen des Wohlstands und dem Glauben an die göttliche Verheißung als eine der Tugenden genannt, die es dem Menschen leicht machen, des Heils teilhaftig zu werden. 
Und in einer Passage aus medinischer Zeit wird erklärt, dass nicht die Stammeszugehörigkeit, sondern der Grad an Gottesfurcht über den Rang des einzelnen bei Gott entscheiden soll: "Siehe, der gilt bei Gott als edelster von euch, der Gott am meisten fürchtet" (akramukum ʿinda Llāhi atqākum; Sure 49:13 Übers. H. Bobzin). Besonders bekannt ist auch der Koranvers Sure 9:108, in dem von der „Kultstätte“ die Rede ist, „die vom ersten Tag an auf der Gottesfurcht gegründet war“ (al-masǧidu llaḏī buniya ʿalā t-taqwā min auwali yaum). Diese Kultstätte wird in der traditionellen Exegese mit der Qubāʾ-Moschee in Medina identifiziert, wo Mohammed zum ersten Mal gebetet haben soll, nachdem er die Hidschra vollzogen hatte.
Für die inhaltliche Bestimmung von taqwā ist Sure 7:201 wichtig. Hier wird ausgesagt, dass diejenigen, die gottesfürchtig sind (allaḏīna ttaqau), sich ermahnen lassen, "wenn sie ein Gespinst vom Satan überkommt" (iḏā massa-hum ṭaifun min aš-šaiṭān), so dass sie dann gleich wieder klar sehen.

## Definitionen
Der im 15. Jahrhundert schreibende Theologe al-Dschurdschānī gibt in seinem "Buch der Definitionen" folgende Erklärungen zu Taqwā:

„In der Lexikographie hat es die Bedeutung von "Auf der Hut sein" (ittiqāʾ), das heißt "das Ergreifen einer Vorbeugungsmaßnahme" (ittiḫāḏ al-wiqāya). Bei den Leuten der Wahrheit (ahl al-ḥaqīqa) besteht es darin, dass man sich durch den Gehorsam gegen Gott vor seiner Strafe schützt und die Seele vor den Handlungen oder Unterlassungen bewahrt, die diese Strafe nach sich ziehen.“

Mit den "Leuten der Wahrheit" meinte al-Dschurdschānī wahrscheinlich die Sufis, denn die Auffassung, die er ihnen zu schreibt, deckt sich zum Teil mit den Erklärungen, die al-Quschairī in seinem sufischen Handbuch zum Begriff Taqwā gibt. In dem Kapitel, das eigens diesem Begriff gewidmet ist, heißt es: 

„Taqwā ist der Inbegriff der guten Dinge. Das Wesen der Gottesfürchtigkeit besteht darin, dass man sich mit dem Gehorsam gegen Gott vor seiner Strafe schützt. Man sagt: der und der schützt sich mit seinem Schild (ittaqā). Die Wurzel der Gottesfürchtigkeit ist, dass man sich vor dem Schirk hütet, danach kommt, dass man sich vor den Sünden und den bösen Taten hütet, dann, dass man sich vor dem Zweifelhaften hütet, danach gibt man das Überflüssige auf.“

Andere Aussagen aus früherer Zeit binden Taqwā dagegen stärker an das Prinzip des Glaubens (īmān). So wird zum Beispiel von dem Prophetengefährten ʿUbāda ibn Sāmit (st. 654) die folgende Mahnung an seinen Sohn überliefert:

„O Söhnchen! Ich lege Dir die Gottesfurcht (taqwā Llāh) ans Herz. Wisse, dass Du erst dann gottesfürchtig bist, wenn Du an Gott glaubst. Und wisse, dass Du erst dann an Gott glaubst und die Wahrheit des Glaubens schmeckst, wenn Du an die Vorherbestimmung in ihrer Gesamtheit glaubst, (an die Vorherbestimmung) des Guten wie des Bösen.“

Hier wird der Glaube an die göttliche Prädestination und die Enthaltung von qadaritischen Lehren, die dem Menschen einen eigenen Qadar zuschrieben, zum letztendlich entscheidenden Kriterium für die Erreichung der frommen Tugend der Gottesfurcht erhoben.

## Rolle in der islamischen Gegenwartskultur

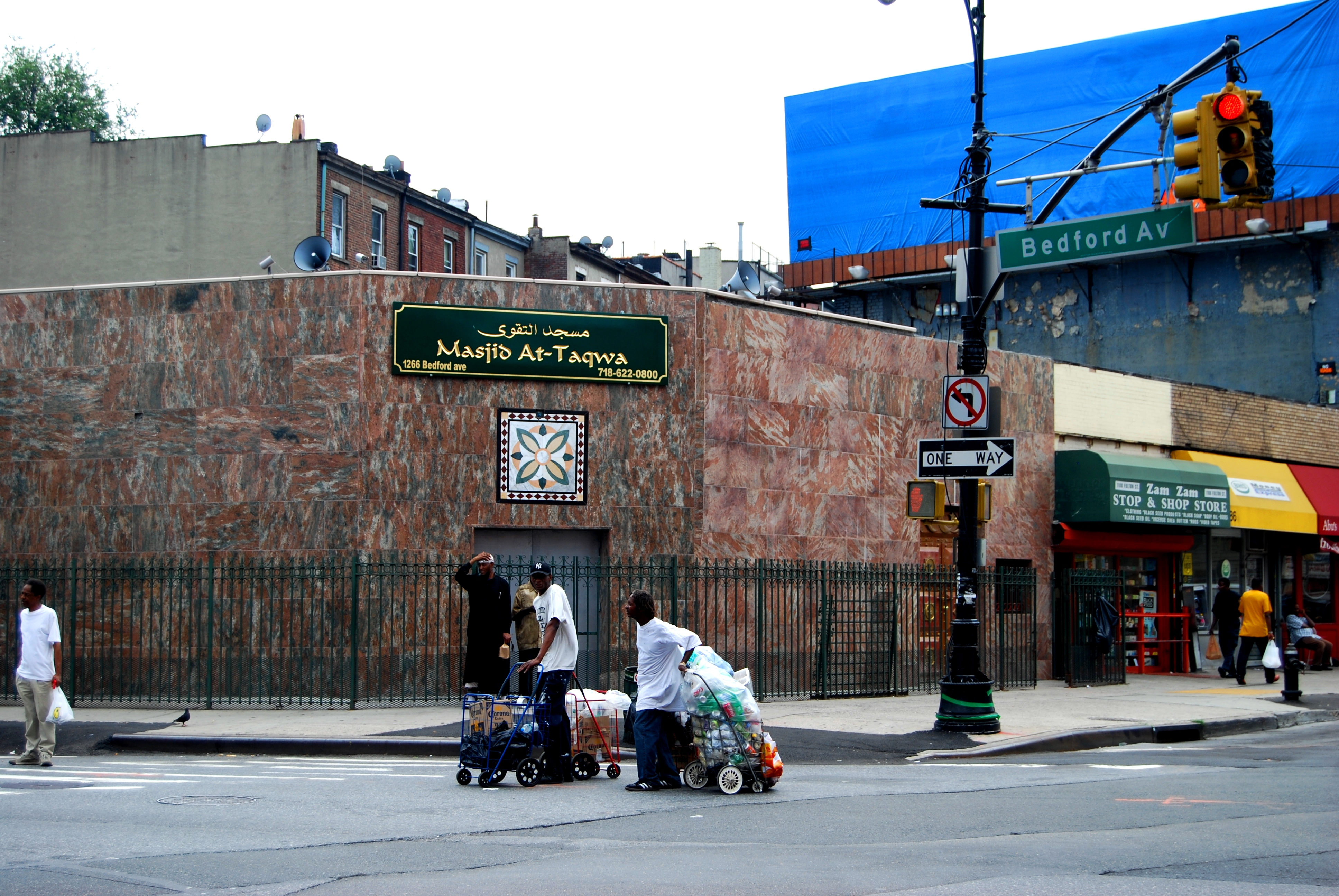
Die Taqwa-Moschee in der Bedford Avenue in Brooklyn, New York

Auch in der Gegenwart ist das Taqwā-Konzept noch immer ein wichtiger Orientierungspunkt islamischen Denkens und islamischer Frömmigkeitskultur. Fazlur Rahman bezeichnete es in seinem Buch Islam and modernity als "perhaps the most important single term in the Qur'an". Aufgrund der Aussage in Sure 9:108 ist Taqwā auch ein beliebter Name für Moscheen in Deutschland und weltweit (siehe die Liste hier). 
Auch bei westlichen Konvertiten erfreut sich der Begriff großer Beliebtheit. So hat zum Beispiel der Schweizer Konvertit Ahmed Huber 1988 in Lugano eine Al-Taqwa-Bank gegründet. Und der muslimische amerikanische Schriftsteller Michael Muhammad Knight, der eine Synthese aus islamischer Religiosität und moderner Punk-Kultur anstrebt, prägte dafür den Begriff Taqwacore, ein Neologismus, nach dem er auch seinen 2002 veröffentlichten Erstlingsroman nannte. 
Die inneren Konflikte, die ein Muslim erleben kann, der sich am Taqwā-Ideal orientiert, thematisiert der türkische Film Takva – Gottesfurcht von 2006, der bei der Verleihung des Europäischen Filmpreises im Dezember 2007 für den Fassbinder-Preis als „beste Entdeckung“ nominiert wurde.